# Мамбетимин уулу, Казыбек
Казыбек Мамбетимин уулу (Мамбетеминов) (кирг. Казыбек Мамбетимин уулу; 1901—1942) — киргизский поэт.

## Биография
Родился в селе Жаня-Куч (ныне Казыбек Ат-Башинского района Нарынской области Кыргызстана). Был одним из немногих образованных молодых людей. Возможно, учился в медресе в Бухаре в 1912—1918 годах. По другим непроверенным данным, учился в Петрограде в 1918—1921 гг. В 1921—1924 годах работал сельским учителем.
В феврале 1929 года ЦК Киргизской АССР и СНК издали постановление о переселении 44 наиболее богатых киргизских семей, которые своим имущественным и общественным влиянием препятствовали установлению советской власти в Киргизии в Оренбургскую область России.
В постановлении их обвиняли в антисоветской пропаганде, обострении межплеменных конфликтов, препятствовании экономическому и культурному развитию республики. 44 человека из списка подлежащих высылке были осуждены на три года и высланы, среди них был и Казыбек Мамбетеминов.
Оказавшись на чужбине, киргизы столкнулись с экономическими трудностями, о чём свидетельствует коллективная жалоба, написанная от их имени из г. Оренбурга в июне 1929 г. на имя М. Калинина. В письме говорилось, что сосланные киргизы находятся в очень тяжёлом и безвыходном положении.
Казыбек был освобождён в мае 1930 года . Выехав из Оренбурга вместе с женой Зуурабу и дочерью, приехал в Ак-Талаа к своему родственнику. Открыл школу и стал обучать детей, но по ложному обвинению был приговорён к тюремному заключению в Нарыне. Через три месяца его освободили из тюрьмы, и он перевез семью в Ат-Баши.
С весны 1931 года в приграничных районах Киргизии начались восстания против коллективизации, стала набирать силу волна эмиграции. Местные жители убили начальника пограничной заставы «Ак-Бейит». Пограничники преследовали и жестоко расправлялись с повстанцами, некоторые из которых, в том числе К. Мамбетеминов, бежали в Китай.
Находясь в Китае, К. Мамбетеминов писал стихи («Природа горы Ала», «О народе», «О кыргызской традиции», «Приветственное письмо, по которому скучаю»), собирал эпос «Манас».
Через некоторое время собрался вернуться на родину и тайно пересечь границу. В июле-августе 1934 г., возвращаясь из Китая в Киргизию, был пойман и приговорён к расстрелу. Однако приговор был смягчён, осудждён на 10 лет и отправлен в исправительно-трудовой лагерь в Карагандинской области Казахстана. По неподтвержденным данным, во время пребывания там поэт писал стихи, восхваляющие советский строй.
Помилованный на пять лет, в 1939 году поэт был перевезен в Алма-Ату и назначен заместителем начальника отдела искусств Казахстане. Там написал много произведений. Однако песни были опубликованы под псевдонимом «Умек», а не под именем Казыбек.
В 1942 году Казыбек заболел воспалением лёгких и умер в возрасте 40 лет.
Стихи К. Мамбетеминова имели высокую художественную и просветительскую ценность, отражая жизнь народа того времени. Особенно широкое распространение в народе получило его произведение «Письмо из Оренбурга», которое он написал, находясь в ссылке.
Произведения поэта стали издаваться только после 1990 года. Однако рукописи не сохранились.
Именем К. Мамбетеминова было названо село, где он родился, Казыбекский аильный округ и средняя школа в селении Ат-Баши. Установлен памятник поэту.